# 地を這う魚
『地を這う魚 ひでおの青春日記』（ちをはうさかな ひでおのせいしゅんにっき）は吾妻ひでおの漫画。自身が漫画家としてプロデビューする前後の状況を描いた自伝的作品である。
この項では、前作にあたる「魚シリーズ」の2短編、「夜の魚」「笑わない魚」についても解説する。

## 概要
主人公のあづま（吾妻ひでお自身）が1968年に北海道から漫画家をめざして上京し、印刷工場に就職してから、漫画家のアシスタントとなり、貧困生活の中でプロデビューする前後までの約2年間を描いた作品。
『Comic新現実』の責任編集者であった大塚英志から、「「魚シリーズ」の続きとか描けませんかね」という依頼を受けて描き出したもの。『Comic新現実』Vol. 4 - 6（2005年2月 - 8月）、『新現実』Vol. 4（2007年4月）、『コミックチャージ』2007年第13号、2008年第8号、2009年第1号に掲載された分に描きおろしを加え、2009年3月、角川書店から刊行。のち角川文庫に収録。
物語の舞台は東京だが、タイトルにもある「地を這う魚」をはじめとする奇怪な生物たちが、地上や空中に跳梁跋扈する、非現実的な世界として描写されている。また、男性キャラクターは、主人公のあづま（吾妻ひでお本人）を除き、そのほとんどが動物の姿で描かれている。この点について、吾妻は「無意識が手を動かして自分が快感を感じる世界を描いちゃうんだよね」と語っている。
作中には年代が明示されたシーンはないが、登場人物たちが『ガロ』（1968年6月増刊号）に掲載された「ねじ式」を読んで衝撃を受ける場面や、アポロ11号の月面着陸（1969年7月20日）のニュースが流れる場面など、1968年 - 1969年頃の時代風俗があちこちで（非現実的に変形されながら）描写されている。

## あらすじ
漫画家を目指して北海道から上京したあづまは、印刷工場に就職したものの、要領が悪く仕事場をたらい回しにされてしまう上、漫画を描く時間もとれずにいた。そのため嫌気がさして、「石森章太郎先生のアシスタントに採用されました」と嘘をついて、行く当てのないまま退職してしまう。
書店で立ち読みした雑誌で、漫画家いててどう太郎のアシスタント募集を知ったあづまは、募集に応募しアシスタントに採用された。あづまは無宿の放浪生活を続けながら、同時期に北海道から上京してきた、まっちゃん、わへー、わてん、かーばたら、漫画家志望の友人たちと、漫画喫茶「コボタン」などに出入りしつつ漫画談義を繰り広げる。
やがて、まっちゃんとわてんが、吐立化成駅に近いアパート「武蔵野荘」に入居することになり、あづまも誘われて一緒に入居する。その後、わてんの親友であるゆきみも上京し、わてんの部屋に同居することになり、さらにゆきみは、いててどう太郎の2人目のアシスタントとなる。
あづまとゆきみは、『週刊少年サンデー』（小学館）のいててどう太郎の担当編集者から、空きスペースの埋め草となる4コマ漫画を執筆するよう依頼を受ける。しかし、編集者に読みきり作品を見せても、全く評価してもらえなかった。そんな二人にチャンスが訪れる。『まんが王』（秋田書店）のカベムラ編集長が、二人に16ページの漫画を描かせて、面白かった方を採用する、というのである。勝負に勝ったのはゆきみだったが、あづまも編集部と縁ができ、仕事を依頼されるようになる。
ある晩、泥酔したわてんは、隣の学生と大喧嘩をしてしまい、それが元で武蔵野荘を退去させられることになり、同居していたゆきみとともに畦畔ヶ谷近くのアパートに引っ越していった。

## 登場人物

### 北風6人衆
ほぼ同時期に北海道から漫画家を目指して上京してきた6人組。全員が漫画家のアシスタントであり、かーばた、わへーを除く4人が武蔵野荘に入居している。のち、かーばたを除く5人がプロデビューを果たす。
あづま
吾妻ひでお本人。主人公。本作では、他の吾妻作品で用いられる、片目の大きな自画像とは異なるデザインが用いられている。内気で無口。極度の風呂嫌いで、数ヶ月間風呂に入らなくても平然としている。当時はまだ酒には慣れておらず、『真夜中のカーボーイ』のダスティン・ホフマンにあこがれて酔っ払いを目指そうして、大失敗している。
SFファン。ギャグ漫画家としては永井豪を高く評価している。
まっちゃん（松久）
松久由宇。フクロウの姿で描かれている。佐藤まさあきの住み込みアシスタントをしていたが、合わずに辞職。飛び込みで関谷ひさしの手伝いをしたこともある。高校のころから一人暮らしをしており、一人暮らしに馴れている。飄々としており、周囲からは一歩引いたようなところがある。
のちにプロデビュー。作中では描写されていないが、あづまとは同じ高校の同級生で、一緒に上京した間柄。「あとがき」で触れられている対談は、『ぶらっとバニー 完全版』第2巻（徳間書店、2008年）のために行われたもの。
わへー
和平俊秀。アリクイの姿で描かれている。札幌出身。水島新司のアシスタント。
のちにプロデビューし10年ほど執筆。多くの吾妻作品に登場する「ホオ骨の男」のモデルとなった人物でもある。
わてん（伊藤）
ワニの姿で描かれている。富良野出身。上京後、工場に就職し、寮で暮らしていたが退職。まっちゃんとともに武蔵野荘に入居し、池上遼一のアシスタントとなる。ゆきみとは北海道時代からの親友同士であり、ゆきみの上京後は同居。短気で挑発に乗りやすい。苦手なものはゴキブリ（上京するまで見たことがなかったため）。酔っぱらって隣の学生と大喧嘩したことが原因となり、武蔵野荘を退去させられる。
のちに秋田書店からプロデビューを果たすが、後が続かずに終わる。吾妻の『ネムタくん』他に登場する、下アゴの大きな男「伊藤」のモデルになった人物でもある。
かーばた（会長）
ネズミのような姿で描かれている。井上英沖のアシスタント。「フクちゃん」という彼女がいる。
盗作癖がある。あづまのアイディアノートを盗み見て、そこに書かれたアイディアをそのまま自分のアイディアとしてあづま本人に話し、何も知らないあづまを困惑させた。「コボタン」で宮谷一彦に殴られたことがある。
6人の中では唯一プロデビューができなかった。作中では触れられていないが、元ぐら・こん北海道支部会長であり、「会長」の呼び名はこれに由来する。
きくちゆきみ
作中ではサイの姿で描かれて、「ゆきみちゃん」または「きくち君」と呼ばれている。わてんとは北海道時代からの親友同士。父親を説得して上京、武蔵野荘のわてんの部屋に居候。のち、いててどう太郎のところに押しかけ、あづまに続く2人目のアシスタントとなる。吾妻より先に「まんが王」でデビュー。北海道に「ミヨちゃん」という彼女がいる。のち、わてんとともに武蔵野荘を退去。
あづまとは対照的に、快活で純真な性格。ギャグ漫画家としてはジョージ秋山を高く評価している。歴史小説のファンで、「SFなんてウソが書いてあるからだめだ」と言い張る。
あづまとは、ともにギャグ漫画を描く良きライバル同士だった。2年ほど『まんが王』で漫画を描いていたが、見切りをつけて北海道に戻る。

### 漫画家
いててどう太郎
モデルは板井れんたろう（主要登場人物のうちでは唯一、実名で登場しない）。漫画家。馬の姿で描かれている。当時は『週刊少年サンデー』で『ドカチン』を連載中。
あづまを雇うまでアシスタントを雇った経験がなかった。そのため、衣食住込みの住み込みアシスタントと、住居費や食費を自腹で払わなければならない通いアシスタントの違いをよくわかっておらず、給料を不当に下げてしまう。しかし、デビューが決まって浮かれるゆきみを戒めたりするなど、基本的には弟子思い。
永島慎二
本人は作中に登場しないが、しきりに話題にのぼる。わてん、まっちゃん、あづまの三人が永島の自宅を訪れたときは留守で、たまたま岡田史子と村岡栄一も遊びに来ていた。
大和和紀、忠津陽子
武蔵野荘の近所に同居。2人とも北海道（札幌）出身のため、北風6人衆にとっては同郷の先輩にあたる。そのツテで借金を申し込もうとするが、ゆきみが大和のことを「『ローズマリーの赤ちゃん』みたいだね」（主演女優のミア・ファロー、と言いたかったらしい）と言って怒らせてしまい、断られる。
つのだじろう
いててどう太郎の知り合い。漫画家修業を始めたあづまとゆきみのために、いててどう太郎が紹介した。「漫画の基本はすべて4コマに有り」が持論。

### 編集者
しじみ
『まんが王』の編集者で、いててどう太郎の担当。犬の姿で描かれている。
かわの
『まんが王』の編集者。しじみから交替していててどう太郎の担当となる。犬の姿で描かれている。原稿待ちの間はよく寝ている。
カベムラ
壁村耐三。『まんが王』編集長。ゴリラの姿で描かれている。あづまときくちの二人に16頁の漫画を描いてもらい、面白かった方を載せる、という案を発案し、きくちの作品を採用した。えもいわれぬ迫力がある。
ヒキ
『まんが王』の編集者。豚の姿で描かれている。あづまときくちにとっては初めての担当編集者。あづま曰く「いやな感じのマニア」で、よくわからない指示を出して2人を困惑させる。吾妻の別作品「都立家政の長い午後」にも編集者として登場し名前は「綿引さん」となっている。作品「普通の日記」では雑誌「リュウ」の担当の「太った編集者」として登場する。キャラクターとしての初登場は1970年の「ウェルカム宇宙人」。本名は「綿引勝美」であり、国学院大学の漫画研究会出身で、秋田書店、バンダイ出版から徳間書店をへて、独立して出版プロダクションを主宰。
モモ
『まんが王』の編集者。女性。「人と話する時は目を見なさい」としつけられたため、会話の際、男性が相手でも常に相手をまっすぐ見つめる癖がある。
かわかみ
『週刊少年サンデー』の編集者で、いててどう太郎の担当。コアラの姿で描かれている。あづまときくちに、『サンデー』の欄外に載せるミニ4コマを描かせる。

## 「夜の魚」と「笑わない魚」
「夜の魚」は『SFマンガ競作大全集 Part25』（東京三世社、1984年5月）に掲載、「笑わない魚」は『SFマンガ競作大全集  Part28』（1984年11月）に掲載。まとめて「魚シリーズ」と呼ばれる。
ストーリーらしいストーリーはなく、奇怪な生物がうごめきまわる街の中を、あづまが悩みつつさまよう状況をたんたんと描いている。時系列的には『地を這う魚』の後日譚にあたる（作中であづまはすでに独立しており、アシスタントを雇っている）。
『地を這う魚』の登場人物のうち、わへーは「夜の魚」と「笑わない魚」の双方、まっちゃん・わてん・よしみは「笑わない魚」にも登場する。
題名の「魚」については、「吾妻ひでおはもともと魚の形が好きと語っており、魚をスケッチすることが好きだったようだ」という指摘がある。ただし、両作での魚の描き込みは、『地を這う魚』に比べると少ない。
『地を這う魚』は当初、この両作の続編として描かれたものだが、吾妻は第1回執筆後、「以前描いた『魚シリーズ』のような狂気や迫力、恐怖感を出せませんでした。今の自分にはあの続きを描くのは無理のようです」と大塚英志に宛てた手紙に記しており、「実際 なぜむかしは『夜の魚』のようなキ○ガイ漫画を描けたのか分からない」と述懐している。
書誌情報
- 吾妻ひでお『夜の魚』太田出版（太田COMICS 芸術漫画叢書）1992年9月。ISBN 978-4872330748。

吾妻ひでおの私小説的作品集。伝説的自販機本『少女アリス』や『マンガ奇想天外』掲載作品を収録。あとがき漫画『夜を歩く』（後に『失踪日記』の「夜の1」となる）は本書のための描き下ろし（大塚英志に『夜を歩く』の原稿を宅配便で送ったその足で2度目の失踪）。巻末解説は飯田耕一郎、いしかわじゅん、大塚英志の3人。本書出版当時の顛末については担当編集者の大塚が2005年に行った吾妻インタビューを参照されたい。

## 書誌
- 吾妻ひでお『地を這う魚 ひでおの青春日記』角川書店、2009年3月。ISBN 978-4-04-854144-2。
- 吾妻ひでお『地を這う魚 ひでおの青春日記』角川書店〈角川文庫〉、2011年5月。ISBN 978-4-04-160057-3。

文庫版には「まえがき」と「あとがき」が加筆されているほか、作中であづまが執筆している「人類抹殺作戦」（秋田書店『まんが王』1970年1月号別冊付録）が再録されている。解説は安彦良和（吾妻らより年上だが、やはり北海道出身）。
「夜の魚」「笑わない魚」は『陽はまた昇る』（双葉社、1985年）、大塚英志編集『夜の魚』（太田出版、1992年）、『吾妻ひでお童話集』（ちくま文庫、1996年）、『夜の帳の中で』（チクマ秀版社、2006年）などに収録されている。